# 富岡城

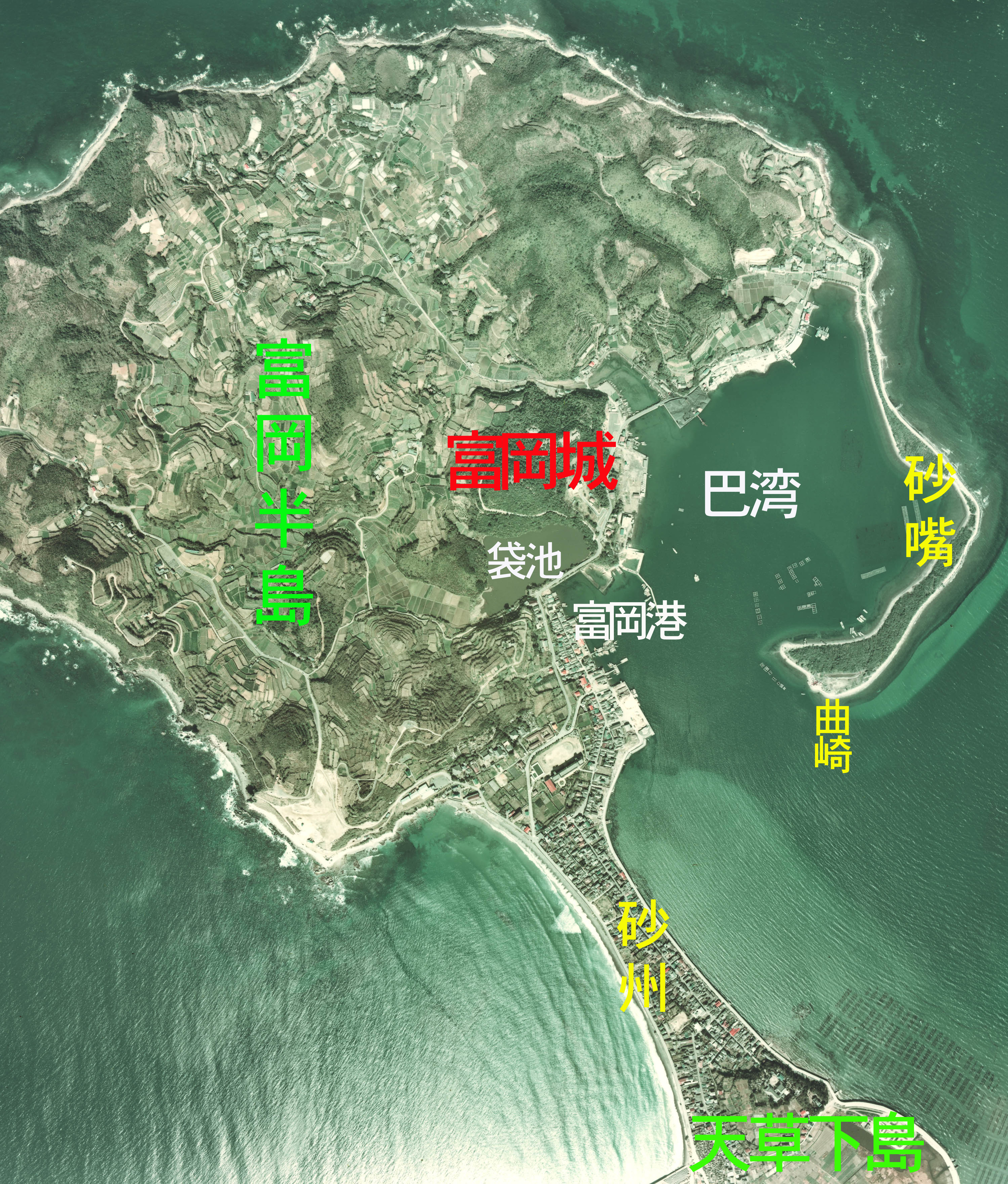
富岡城周邊的航空拍攝圖
（1974年攝影）

富岡城（日語：とみおかじょう）は，是位於肥後國天草郡（今熊本縣天草郡苓北町富岡）的一座城堡。

## 關聯項目
- 日本城堡列表
- 雲仙天草國立公園

## 外部連結
- 富岡ビジターセンター（页面存档备份，存于）
- 苓北町ホームページ